# Заложница (фильм)
«Заложница» (англ. Taken) — остросюжетный боевик режиссёра Пьера Мореля. Мировая премьера состоялась 27 февраля (в России — 18 сентября) 2008 года. Фильм дал старт одноимённой кинофраншизе, включающей в себя трилогию фильмов и телесериал. Номинант на премию «Сатурн» за 2010 год в номинации «Лучший фильм на иностранном языке».
Фильм получил смешанные отзывы, но пользовался коммерческим успехом. Ряд СМИ назвали картину поворотной точкой в карьере Лиама Нисона, превратившей его в звезду боевиков.
Заложником называют человека, похищенного ради выкупа или исполнения требований. Здесь же девушку похитили с явной целью продажи в сексуальное рабство. Поэтому перевод названия фильма как  "Заложница" не верен со смысловой точки зрения. Наиболее правильным было бы название по "прямому" переводу английского слова "Taken", означающего "похищенный" (-ая; -ые), все варианты которого  подходят ко всем частям фильма.

## Сюжет
Отставной агент ЦРУ и «зелёный берет» Брайан Миллс (Лиам Нисон) пытается быть ближе к своей дочери Ким (Мэгги Грейс), с матерью которой, Ленор (Фамке Янссен), он находится в разводе. Девушка живёт с матерью и богатым отчимом Стюартом Сент-Джоном (Ксандер Беркли), мечтает о карьере певицы и с радостью принимает от пришедшего на её 17-й День рождения отца караоке, хотя, по словам Ленор, она мечтала об этом, когда была 12-летней. В настоящее время он вместе с несколькими компаньонами занят в сфере частной охранной деятельности и выполняет по краткосрочным контрактам мероприятия по обеспечению безопасности крупных концертов с участием звёзд международной величины и другие разовые задания аналогичного характера.
По предложению друга Брайан устраивается телохранителем известной поп-певицы Ширы (Холли Вэланс) и просит ту дать совет его дочери насчёт карьеры, на что та отвечает, что ей нужно заниматься чем-то другим. Миллс спасает певицу от безумного поклонника, пытавшегося зарезать девушку. Шира дарит ему телефоны своего учителя вокала Джиу, услуги которого она оплатит, и менеджера Джо в качестве благодарности за спасение. Брайан решает уже на следующий день отдать их Ким, но та неожиданно просит отца подписать для неё разрешение на туристическую поездку в Париж, так как она ещё не достигла совершеннолетия, куда она отправится со своей 19-летней подругой Амандой (Кэти Кэссиди) и её кузенами. Брайан неохотно соглашается, поставив несколько условий — адрес и телефон места, где они остановятся, при переезде она звонит ему, сообщая, где и с кем она находится, и делает звонок при приземлении и каждый вечер перед сном. Привезя дочь в аэропорт, Миллс узнаёт, что на самом деле девушки собираются путешествовать по Европе как групи для U2. Ленор знала об этом, но поддержала ложь Ким, поскольку считает Брайана параноиком и эгоистом, для которого работа в ЦРУ была важнее семьи.
По прибытии в аэропорт Париж — Шарль-де-Голль Ким и Аманда знакомятся с Питером, красивым молодым французом, предлагающим разделить такси. Когда девушки уходят, Питер делает звонок по сотовому и сообщает о местонахождении девушек. Ким узнаёт, что Аманда обманула её, и что на самом деле её двоюродные братья находятся в Испании. Аманда решает переспать с привлекательным незнакомцем, после чего девушки громко слушают музыку, что некоторое время мешает Брайану дозвониться до дочери. Ответив на звонок, девушка видит, как в квартиру врываются неизвестные и похищают подругу. Следуя инструкциям отца, воспользовавшимся колонкой для усиления сигнала, она прячется под кроватью и успевает выкрикнуть описание одного из похитителей — усы, 6 футов, татуировка на правой руке с Луной и звездой. Услышав дыхание в трубку, Миллс угрожает преступнику, на что получает «Удачи».
Брайан передаёт запись своему другу и коллеге по прошлой работе Сэму Гилрою (Лиленд Орсер), и тот сообщает, что к похищению девочек имеют отношение албанские торговцы женщинами из Тропои, а их главаря зовут Марко. Теперь у Брайана есть всего четверо суток до того, как Ким окончательно исчезнет. Миллс решает не обращаться в полицию, а спасти дочь собственными силами. Он просит у Стюарта самолёт до Парижа.
Прилетев в Париж и проникнув в квартиру через окно, он мысленно воссоздаёт картину похищения. Обнаружив кусочек чёрных волос похитителя в разбитом зеркале, он забирает карту памяти из разбитого телефона Ким, и на одной из фотографий видит лицо Питера в отражении рекламного щита в аэропорту. Тот уже собирается подцепить очередную жертву, но Миллс находит наблюдателя, кидает в машину и начинает избивать. Парня спасает его сообщник, навязавший Брайану драку, что позволяет тому пуститься наутёк. Спрыгнув с моста на проезжую часть, тот попадает под грузовик.
Из имеющегося времени прошло уже 16 часов. Брайан обращается к помощи друга Жан-Клода Питреля (Оливье Рабурден), агента французской разведслужбы, теперь занимающего пост заместителя директора по внутренней безопасности. Тот сообщает Брайану о местном районе Красных фонарей, где действует сеть албанской проституции, но советует тому не вмешиваться. Брайан нанимает безработного Грегора Милошевича (Горан Костич) в качестве переводчика, представившись мистером Смитом, после чего расспрашивает одну из проституток, вынуждая её сутенёра Дона вмешаться. Грегор начинает переводить, однако из разговоров не удаётся узнать ничего интересного, кроме информации о борделе на стройплощадке. Перед уходом Милошевич даёт Миллсу англо-албанский словарь.
Брайан обыскивает импровизированный бордель на строительной площадке, где расспрашивает одну из девушек, накачанную наркотиками, у которой оказывается джинсовая куртка Ким. Начинается стрельба с операторами борделя и погоня. Одну из машин Миллсу удаётся сбросить с холма, вторая влетает в столб, на лобовое стекло третьей он набрасывает песок, и Дон напарывается на ковш трактора. Отвезя девушку в отель, Брайан проводит той детоксикацию с помощью капельницы. На следующий день Жан-Клод назначает Миллсу встречу в парке, но тот не ведётся на уловку. Питрель сообщает, что его начальник хотел арестовать, но он добился его высылки — он должен улететь сегодня. Однако Брайан, у которого осталось 56 часов, намерен довести дело до конца.
Пришедшая в себя девушка сообщает, что Ким дала ей куртку в доме с красной дверью, где содержались похищенные девушки. Под видом Жана-Клода Миллс посещает логово банды, добиваясь встречи с их главарём шантажом касаемо вызова полиции. Он ставит условие — 20 % с прибыли в течение года, после чего выясняет, кто из сидящих усатых преступников с одинаковой татуировкой является Марко Ходжей, побуждая одного из них прочитать слово «Удачи» на листке. Брайан вырубает Марко и убивает остальных, после чего обнаруживает в одной из комнат скончавшуюся от насильственной передозировки Аманду. С помощью пытки электрическим током через воткнутые в ноги гвозди узнаёт от Марко (Арбен Байрактарай), что бандиты не держат у себя девственниц, среди которых была Ким, что и спасло ей жизнь: их продают в качестве наложниц богатым покупателям на подпольном аукционе, который устраивает Патрис Сен-Клер. Выбив из главаря признание, Брайан вновь пускает ток и уходит.
Выясняется, преступную деятельность всё это время прикрывал Питрель. Брайан навещает того, предварительно разряжает пистолет Жана-Клода, ранит в плечо его жену и выясняет, где состоится сделка, после чего проникает на аукцион, проходящий под поместьем Сен-Клера. Под видом официанта он наблюдает за продаваемыми девушками, последней из которых оказывается Ким. Он берёт на мушку Али, представителя одного из клиентов, и покупает дочь за 500 000, однако на выходе его оглушают. Сен-Клер (Жерар Уоткинс) распоряжается прикончить незваного посетителя, однако благодаря шаткой трубе Брайану удаётся избежать удушения и освободиться. Испуганный миллионер пытается договориться, однако лишь получает пулю за пулей. Перед смертью он сообщает о судне, принадлежащем шейху Раману, купившего Ким, после чего Миллс разряжает в того оставшуюся обойму. Гости в ужасе обнаруживают труп организатора в поднявшемся лифте.
Миллс крадёт автомобиль и догоняет яхту. Спрыгнув на неё с моста, он методично убивает охранников. В ходе драки с Али Брайан вгоняет его собственное выдвижное лезвие тому в живот ногой, после чего метким выстрелом в голову убивает шейха, приставившего к горлу Ким кинжал. Дочь плачет на груди отца. Радостные Ленор и Стюарт встречают их позже в аэропорту.
Брайан привозит Ким в гости к Шире, та устраивает для девушки пробный урок вокала.

## В ролях
| Актёр             | Роль                                                     |
| ----------------- | -------------------------------------------------------- |
| Лиам Нисон        | Брайан Миллс, бывший агент американских спецслужб        |
| Мэгги Грейс       | Ким Миллс, дочь Брайана                                  |
| Фамке Янссен      | Ленор «Ленни» Миллс-Сент-Джон, бывшая жена Брайана       |
| Кэти Кэссиди      | Аманда, подруга Ким                                      |
| Ксандер Беркли    | Стюарт Сент-Джон, отчим Ким                              |
| Оливье Рабурден   | Жан-Клод Питрель, французский спецагент                  |
| Лиленд Орсер      | Сэм Гилрой, друг и бывший коллега Брайана                |
| Джон Гриз         | Марк Кейси                                               |
| Дэвид Варшофски   | Берни Харрис                                             |
| Холли Вэланс      | Шира, поп-певица                                         |
| Николя Жиро       | Питер                                                    |
| Арбен Байрактарай | Марко Ходжа, торговец людьми                             |
| Жерар Уоткинс     | Патрис Сен-Клер, организатор аукционов про продаже людей |
| Горан Костич      | Грегор Милошевич, переводчик Брайана                     |
| Анатоль Таубман   | Дардан                                                   |

## Производство
Съёмки, осуществлявшиеся компаний Люка Бессона Europacorp, преимущественно проходили в Париже и частично в Лос-Анджелесе. Известные места, заметные в фильме, включают аэропорт Лос-Анджелес, Стэйплс-центр, Эйфелеву Башню, аэропорт Шарля де Голля и парижский Мост Искусств.
Во время монтажа Пьер Морель был вынужден вырезать некоторые сцены для того, чтобы фильм был допущен на экраны в США под рейтингом PG-13, на котором настаивала студия 20th Century Fox. Например, в отредактированной версии сцена допроса Марко с применением гвоздей и электропровода была значительно урезана, равно как и сцена в подвале дома Сен-Клера. Позже «20th Century Fox» выпустила оригинальную версию на DVD под заголовком «расширенная версия», которая не попала в кинотеатры.

## Сборы и реакция
В США фильм вышел на экране в выходные, когда в США проходит одно из самых популярных в стране спортивных мероприятий — «Супербоул». Несмотря на это, фильм за первые выходные собрал 9,4 миллиона долларов, установив рекорд по сборам среди фильмов, выпущенных во время «Супербоул уикенда». В общей сложности касса фильма составила 225,4 миллиона долларов (145 миллионов в США и Канаде и 80,4 миллиона в других странах).
Отзывы были смешанными: на сайте Rotten Tomatoes фильм имеет рейтинг «гнилой» на 58 процентов. Журналист «Тайм» Ричард Корлисс сказал, что фильм не показывает ничего, «кроме дюжины избитых злодеев и одного убитого наповал на дороге». Дэн Кой из The Washington Post описал фильм как «удовлетворяющий триллер со смертоносным профессионалом в качестве главного героя», сравнив действие с фильмами про Джейсона Борна. Дерек Элли, журналист Variety, отозвался о фильме как об «убойном боевике», добавив, что «Бессон и Морель мудро не дают зрителю ни секунды задуматься о маловероятных совпадениях в сценарии. С момента похищения Ким до прибытия Брайана в Париж с немедленно следующей свалкой в аэропорту действие развивается стремительно, как будто это фильм о Бонде, накачанном стероидами». Кеннет Туран из Los Angeles Times описал героя Нисона как «неуязвимого к пулям и ударам терминатора, который использует боевые искусства, чтобы нокаутировать противника быстрее, чем Майк Тайсон в лучшие годы, и попутно убить тех, кого не нокаутировал».
Некоторые критики утверждают, что фильм является расистским по содержанию, провоцирует исламофобию и негативное отношение к албанцам и арабам. The Daily Telegraph назвала фильм «расистским стереотипом арабов и восточноевропейцев».

## Музыка
- Ghinzu — The Dragster Wave (начало титров)
- Joy Denalane feat. Lupe Fiasco — Change
- The Hives — Tick Tick Boom
- Pauline De Saxe — XTC
- Pauline De Saxe — Inside My Head
- Fredro Starr — California Girls

## Продолжения и телесериал
Так как картина имела коммерческий успех, её сценарист признался в интервью газете Los Angeles Times, что работа над продолжением боевика уже идёт. Лиам Нисон, Мэгги Грейс и Фамке Янссен, сыгравшая в фильме бывшую жену Миллса и мать Ким, исполнят эти же роли. Фильм вышел 3 октября 2012 года. Режиссёром фильма стал Оливье Мегатон. Действие фильма происходит в основном в Стамбуле.
В 2014 году вышла третья часть, режиссёром которой также выступил Оливье Мегатон. Лиам Нисон, Мэгги Грейс и Фамке Янссен повторили свои роли. Сюжет третьей части, в отличие от первых двух, не был сосредоточен на похищении. Третья часть получила самый негативный приём из всех, но тоже была успешна в прокате.
В 2015 году было объявлено производство телесериала-приквела о приключениях молодого Брайана Миллса во время службы в ЦРУ. Его роль исполнит актёр Клайв Стэнден, известный по ролям в сериалах Робин Гуд и Викинги. Помимо Брайана, из персонажей фильма в сериале фигурирует только его друг Кейси. Сериал начал выходить 27 февраля 2017 года и был закрыт после двух сезонов.